# Michel Larpe
Michel Larpe (* 18. Dezember 1959 in Angoulême) ist ein ehemaliger französischer Radrennfahrer.

## Sportliche Laufbahn
Larpe (auch Mickaël Larpe) war im Straßenradsport aktiv. Er begann mit dem Radsport im Verein „UCAP Angoulême“. Er verzeichnete als Amateur 77 Siege. 1979 gewann er das Etappenrennen Tour du Loir-et-Cher vor Mark Pringle mit einem Etappensieg. 1980 war er im Eintagesrennen Paris–Troyes erfolgreich und wurde Dritter bei Paris–Roubaix Espoirs. In der Route de France 1978 wurde er Dritter, in der nationalen Meisterschaft im Straßenrennen 1979 Zweiter.
1981 wurde er Berufsfahrer im Radsportteam La Redoute und blieb bis 1982 als Radprofi aktiv. Danach fuhr er wieder als Amateur und gewann eine Reihe von Eintagesrennen, kürzeren Rundfahrten und Etappen. Als Profi gewann er 1982 eine Etappe bei Paris–Bourges.
Larpe erhielt 2013 von einem französischen Gericht eine Strafe von zwei Jahren auf Bewährung wegen des Gebrauchs von Dopingmitteln.